# Steve Tunga
Steve Tunga Malanda (* 8. März 1997 in Essen) ist ein deutsch-angolanischer Fußballspieler.

## Karriere
Tunga wurde in Essen geboren und begann dort das Fußballspielen beim Stadtteilverein SV Teutonia Überruhr. In der Folge durchlief er die Jugendabteilungen von Rot-Weiss Essen, der Essener SG 99/06, dem VfL Bochum sowie von Rot-Weiß Oberhausen, für den er in der Saison 2016/17 zu seinen ersten Einsätzen im Seniorenbereich kam.
Zur Saison 2017/18 wechselte Tunga zum Regionalliga-Rivalen SG Wattenscheid 09, bei dem er zwei Jahre blieb. Da seinen Vertrag bei Wattenscheid 09 nicht verlängern wollte und zunächst vereinslos war, absolvierte er ein Probetraining bei Borussia Dortmund II, das ihm vom dortigen Chef- und seinem früheren Jugendtrainer bei Rot-Weiß Oberhausen Mike Tullberg vermittelt worden war. Er wusste zu überzeugen und wurde fest verpflichtet.
Nach einem Jahr in Dortmund wechselte Tunga zum niederländischen Zweitligisten Almere City, für den er in zwei Jahren zu 18 Einsätzen kam. In seinem zweiten Jahr verletzte sich Tunga inmitten der Saison schwer, so dass er ab dem Dezember nicht mehr zum Einsatz kam und sein auslaufender Vertrag auch nicht verlängert wurde. Nach zweimonatiger Vereinslosigkeit kehrte er im September 2022 zu seinem früheren Verein Wattenscheid 09 und damit in die Regionalliga West zurück. Zur Saison 2023/24 wechselte er zum Ligakonkurrenten Wuppertaler SV, verließ den Verein jedoch bereits nach einem Jahr wieder.
Im Januar 2025, nach einem halben Jahr ohne Verein, schloss er sich zum dritten Mal der SG Wattenscheid 09 an, die nunmehr in der Oberliga Westfalen spielte.